# US Darfo Boario SSD
US Darfo Boario SSD is een Italiaanse voetbalclub uit Darfo Boario Terme die in de Serie D/B speelt. De club werd opgericht in 1937. De officiële clubkleuren zijn groen en zwart.